# Цуйлуань
Цуйлуа́нь (кит. упр. 翠峦, пиньинь Cuìluán) — бывший район городского подчинения городского округа Ичунь провинции Хэйлунцзян (КНР).

## История
В первой половине XX века эти земли находились под юрисдикцией уезда Танъюань. В 1943 году здесь прошла железная дорога и возникла станция Цуйлуань (翠峦站). В 1952 году был образован уезд Ичунь, и здесь возник посёлок Цуйлуань (翠峦镇). В 1957 году уезд Ичунь был преобразован в городской округ, а посёлок Цуйлуань — в район Цуйлуань в его составе.
В 2019 году район Цуйлуань был расформирован, а его земли вошли в состав нового района Уцуй.

## Административное деление
Район Цуйлуань делится на 2 уличных комитета.
| № | Название | Название (кит.) | Статус          | Население чел. (2010) | На карте                         |
| - | -------- | --------------- | --------------- | --------------------- | -------------------------------- |
| 1 | Шугуан   | 曙光街道办事处  | уличный комитет | 22608                 | 47°43′37″ с. ш. 128°40′09″ в. д. |
| 2 | Сянъян   | 向阳街道办事处  | уличный комитет | 16484                 | 47°43′37″ с. ш. 128°40′09″ в. д. |

## Соседние административные единицы
Район Цуйлуань на севере граничит с районом Юхао, на востоке — с районом Умахэ, на юге — с городским уездом Тели, с остальных сторон окружён городским округом Суйхуа.